# Estrogen

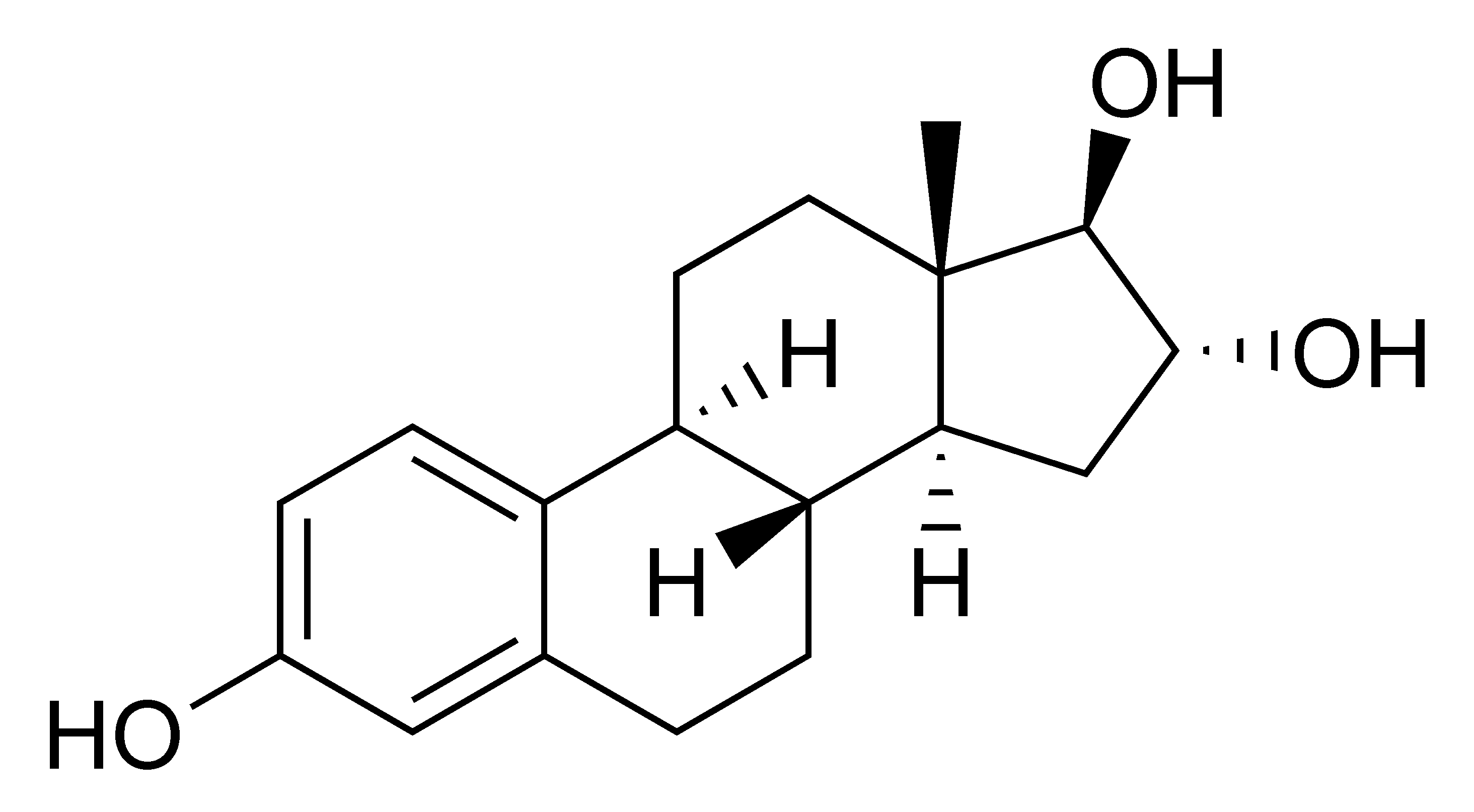
Estriol

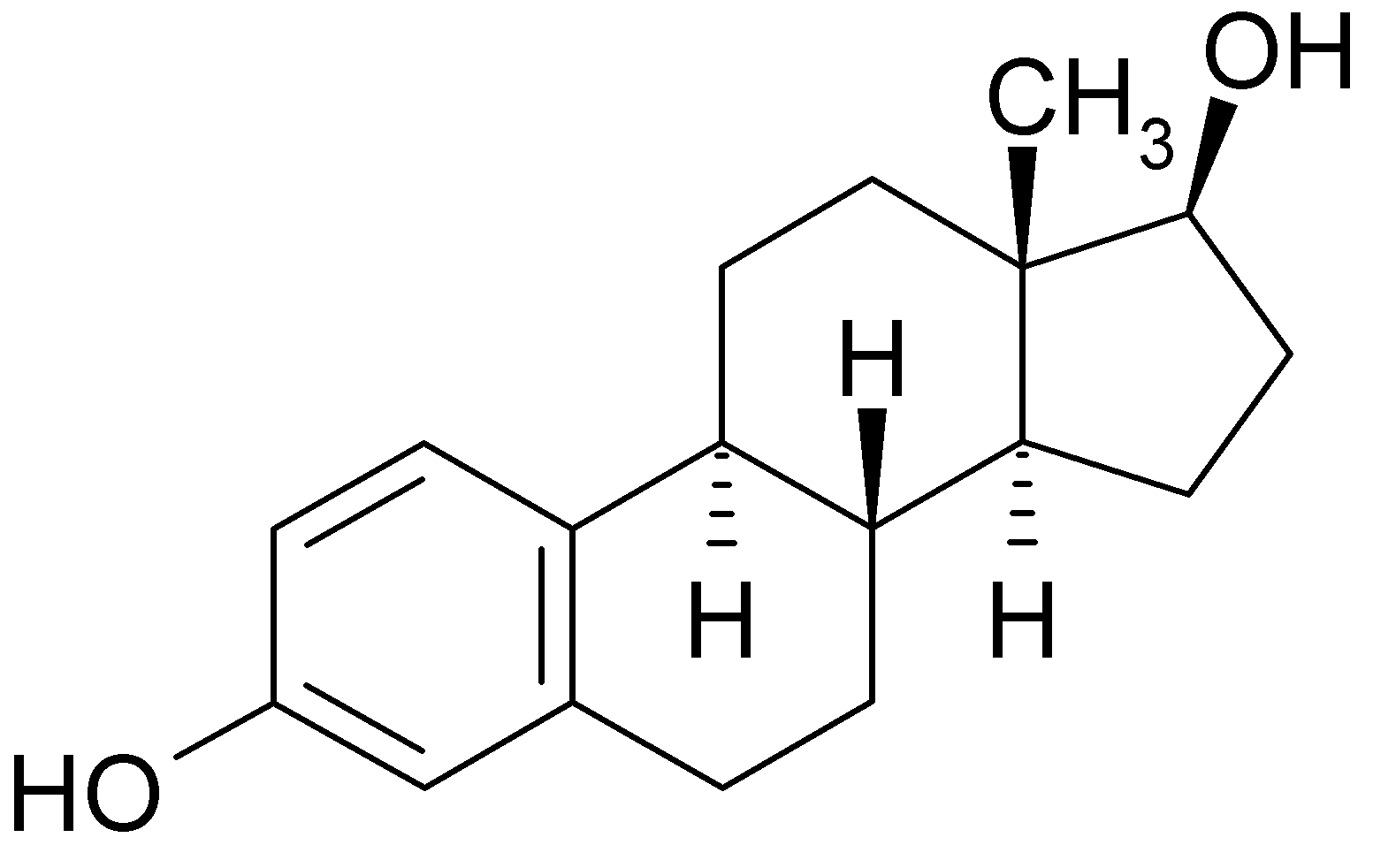
Estradiol

Estron

Estrogeny jsou skupina steroidů. Jejich název je odvozen z estrálního cyklu, v němž hrají důležitou roli. Primárně představují ženské pohlavní hormony, ale v malé míře se vyskytují i v těle mužů. Estrogeny jsou mimoto součástí některých antikoncepčních přípravků a léků pro ženy po menopauze. Také se podávají transgender osobám, které si chtějí vyvinout ženské sekundární pohlavní znaky. Jako všechny steroidy, i estrogeny bez problémů pronikají buněčnou membránou a vážou se na estrogenové receptory uvnitř buněk.

## Druhy estrogenů
Tři hlavní druhy estrogenů jsou estradiol, estriol a estron. Všechny tři se syntetizují z androgenů díky určitým enzymům. Estradiol vzniká z testosteronu a estron z androstendionu.
U dívek od první menstruace do menopauzy je primárním estrogenem 17β-estradiol. Po menopauze však množstvím převažuje nad estradiolem estron, který je však slabší.
Kromě přirozených estrogenů existují i syntetické látky s estrogenním účinkem, které však nemusejí mít povahu steroidů, příkladem je diethylstilbestrol.

## Produkce estrogenů
Testosteron, z něhož je estradiol odvozen, vzniká v procesu steroidogeneze z cholesterolu. Estrogen vzniká produkcí váčků ve vaječnících, ve žlutém tělísku (corpus luteum) a v placentě. Malé množství estrogenů však vzniká i v játrech, nadledvinách a v prsech. Tyto zdroje estrogenu jsou významné u žen po menopauze.
Množství estradiolu v těle se mění během menstruačního cyklu, nejvyšší je před ovulací.

## Funkce estrogenů
Estrogeny jsou sice přítomné u žen i mužů, ale jejich množství je nejvyšší u žen v reprodukčním věku. Jsou důležité pro vývoj sekundárních pohlavních znaků ženského těla, jako jsou prsa, a také ovlivňují periodický vývoj děložní sliznice. U mužů estrogen reguluje například vývoj spermií a má také úlohu ve vývoji libida. Existují i další funkce estrogenů.
Strukturní funkce
- Indukují vývoj ženských sekundárních pohlavních znaků
- Zrychlují růst (výšku)[zdroj?]
- Urychlují metabolismus (spalování tuků)[zdroj?]
- Snižují množství svalové hmoty
- Stimulují růst děložní sliznice, ale i dělohy celkově
- Udržují stav cév a kůže
- Snižují řídnutí kostí, naopak zvyšují obnovu kostí

Metabolismus
- Zvyšují produkci vazebných proteinů v játrech
- Ovlivňují produkci koagulačních faktorů (2, 7, 9, 10, antitrombin III, plasminogen)
- Zvyšují přilnavost krevních destiček
- Zvyšují množství lipoproteinu triglyceridu (HDL) a snižují množství LDL
- Podporují zadržování (retenci) soli a vody
- Indukují tvorbu růstových hormonů a kortikosteroidu kortizolu
- Zvyšují množství cholesterolu ve žluči
- Zvyšují množství feomelaninu na úkor eumaleninu

Další
- Snižují motilitu střev
- Zvyšují pravděpodobnost některých karcinomů prsu

Na druhou stranu mají podružnější vliv na libido, které ovlivňují spíše androgeny.

## Narušení funkce estrogenů
Některé chemické látky jsou schopny funkce estrogenů narušovat. Nazývají se endokrinní disruptory a patří mezi ně například známý chlorovaný pesticid – DDT. V roce 2006 časopis Behavioral Brain Research zveřejnil studii o změnách struktury mozku dívek v době raného vývoje, konkrétně zmenšení oblasti mozku kritické pro normální sexuální chování, v závislosti na hladině DDT a jeho metabolitů v krvi matky. Ve stejném roce jiný výzkum nalezl vliv hladiny metabolitů DDT na hladinu estrogenu a progesteronu během menstruačního cyklu.

## Estrogeny ve farmaceutickém průmyslu
Spolu s gestageny obsaženy v hormonální antikoncepci.